# Cycas arenicola
Cycas arenicola K.D.Hill, 1993 è una pianta appartenente alla famiglia delle Cycadaceae, endemica dell'Australia.

## Descrizione
È una cicade con fusto eretto, alto sino a 1,5 m e con diametro di 15-20 cm.
Le foglie, pennate, lunghe 90-160 cm, sono disposte a corona all'apice del fusto e sono rette da un picciolo lungo 25-35 cm; ogni foglia è composta da 90-100 paia di foglioline lanceolate, con margine intero, lunghe mediamente 9-19 cm, di colore verde, inserite sul rachide con un angolo di 60-90°.
È una specie dioica con esemplari maschili che presentano microsporofilli disposti a formare strobili terminali fusiformi, lunghi circa 25 cm e larghi 5-9 cm ed esemplari femminili con macrosporofilli) che si trovano in gran numero nella parte sommitale del fusto, con l'aspetto di foglie pennate che racchiudono gli ovuli, in numero di 4-6.
I semi sono grossolanamente ovoidali, lunghi 28-32 mm, ricoperti da un tegumento di colore rosso arancio.

## Distribuzione e habitat
Questa specie è diffusa nel Territorio del Nord dell'Australia.
Predilige i suoli sabbiosi.

## Conservazione
La IUCN Red List classifica C. arenicola come specie prossima alla minaccia (Near Threatened).

La specie è inserita nella Appendice II della Convention on International Trade of Endangered Species (CITES)